# Stephen Keshi
Stephen Okechukwu Keshi (Lagos, 23 gennaio 1962 – Benin City, 7 giugno 2016) è stato un allenatore di calcio e calciatore nigeriano, di ruolo difensore.
È scomparso nel 2016 all'età di 54 anni a seguito di un infarto.

## Carriera

### Giocatore

#### Club
Giocò dapprima nel continente africano, riscuotendo un discreto successo specialmente in Costa d'Avorio, dove vinse diversi titoli con Stade Abidjan e Africa Sports; dopo l'esperienza con quest'ultimo club si trasferì in Europa, dove tra Belgio e Francia totalizzò più di 150 presenze nei campionati nazionali. Quando vestiva il 4 a Lokeren ricorda: «quando andavo al supermercato, lo chiudevano per non farmi entrare. Se toccavo la frutta, poi la buttavano». Dal 1995 al 1996 giocò negli Stati Uniti, in due società minori, venendo seguito ai Sacramento Scorpions dal suo compagno di Nazionale Augustine Eguavoen. Ha giocato l'ultimo anno della sua carriera in Malaysia, al Perlis FA.

#### Nazionale
Fu il capitano della Nigeria durante il campionato del mondo 1994 e giocò cinque differenti edizioni della Coppa delle Nazioni Africane, vincendo l'edizione di Tunisia 1994. Totalizzò 64 presenze e nove gol nel corso della sua carriera internazionale, svoltasi dal 1983 al 1995.
In particolare, nel 1994, a seguito dell'eliminazione della Nazionale nigeriana avvenuta agli ottavi di finale contro l'Italia (2-1), Keshi accusò il CT olandese Clemens Westerhof di essere "l'unico responsabile della caduta nigeriana, di essere un allenatore mediocre e senza esperienza internazionale".

### Allenatore
Tra il 2004 e il 2006 ha allenato la Nazionale di calcio del Togo, portandola alla prima qualificazione al campionato mondiale di calcio nella sua storia durante le qualificazioni a Germania 2006. Prima della fase finale del suddetto torneo, però, fu rimpiazzato dal tedesco Otto Pfister.
Nel febbraio 2007 fu poi richiamato Keshi, che divenne successivamente commissario tecnico del Mali. Nel gennaio 2010 fu però esonerato dall'incarico dalla Federazione nazionale.
Dal 2 novembre 2011 ricopre la carica di allenatore della Nazionale di calcio della Nigeria, succedendo al connazionale Samson Siasia, con la quale ha vinto la Coppa d'Africa 2013. Il giorno 11 febbraio 2013 ha annunciato le sue dimissioni dopo la vittoria in coppa d'Africa. Tuttavia, il giorno successivo, revoca le sue dimissioni decidendo di restare alla guida della Nazionale. Siede sulla panchina nigeriana sia durante la Confederations Cup 2013 che i Mondiali 2014 in Brasile.

## Palmarès

### Giocatore

#### Club
- Campionato ivoriano: 1

Africa Sports: 1986
- Coppa della Costa d'Avorio: 1

Africa Sports: 1986
- Coppa UFOA: 2

New Nigeria Bank: 1983, 1984
- Coupe Houphouët-Boigny: 2

Stade Abidjan: 1985, 1986
- Campionato belga: 1

Anderlecht: 1990-1991
- Coppa del Belgio: 2

Anderlecht: 1987-1988, 1988-1989

#### Nazionale
- Coppa d'Africa: 1

Tunisia 1994

### Allenatore

#### Nazionale
- Coppa d'Africa: 1

Sudafrica 2013